# Rue de l'Orme (Bruxelles)
Pour les articles homonymes, voir Rue de l'Orme.
La rue de l'Orme (en néerlandais : Olmstraat) est une rue bruxelloise de la commune d'Etterbeek et de la commune de Schaerbeek qui va de la rue du Noyer à la rue de Linthout en passant par la rue Charles Degroux.

## Histoire et description
Les ormes sont des arbres du genre Ulmus, famille des Ulmaceae ou Ulmacées atteignant une trentaine de mètres (rarement 40 m), originaire de l'Europe occidentale, dès le Tertiaire, il y a 65 million d'années.
La numérotation des habitations va de 1 à 77 pour le côté impair, et de 2 à 76 pour le côté pair.

## Adresses notables
à Etterbeek :

- no 1 : La librairie Européenne

à Schaerbeek :

- nos 14-16 : répartiteur téléphonique Belgacom
- no 48 Institut Nalanda